# Studnice (Telč)
Studnice (německy Studnitz) je vesnice, část města Telč v okrese Jihlava. Nachází se asi 4,5 km na sever od Telče. Prochází zde silnice II/406. V roce 2009 zde bylo evidováno 56 adres. V roce 2001 zde trvale žilo 69 obyvatel.
Studnice leží v katastrálním území Studnice u Telče o rozloze 4,38 km2.

## Název
Název se vyvíjel od varianty Studnicz (1356), Studnitz (1678, 1718, 1720, 1751, 1798), Studnitz a Studnice (1846, 1850, 1872) až k podobě Studnice v letech 1881 a 1924. Místní jméno je odvozeno od slova studně a znamenalo místo, kde jsou studánky či studně. Pojmenování je rodu ženského, čísla pomnožného a genitiv zní Studnic.

## Historie
První písemná zmínka o obci pochází z roku 1356.

## Obyvatelstvo
Podle sčítání 1930 zde žilo v 27 domech 150 obyvatel. 150 obyvatel se hlásilo k československé národnosti. Žilo zde 149 římských katolíků a 1 evangelík.
| Rok            | 1869 | 1880 | 1890 | 1900 | 1910 | 1921 | 1930 | 1950 | 1961 | 1970 | 1980 | 1991 | 2001 | 2011 |
| -------------- | ---- | ---- | ---- | ---- | ---- | ---- | ---- | ---- | ---- | ---- | ---- | ---- | ---- | ---- |
| Počet obyvatel | 177  | 156  | 165  | 167  | 166  | 179  | 150  | 107  | 99   | 82   | 63   | 53   | 69   | 94   |

## Hospodářství a doprava
Obcí prochází silnice II. třídy č. 406 z Telče do Hodic. Dopravní obslužnost zajišťují dopravci ICOM transport, ČSAD Jindřichův Hradec, Radek Čech - Autobusová doprava a AZ BUS & TIR PRAHA. Autobusy jezdí ve směrech Praha, Jihlava, Třebíč, Telč, Slavonice, Jemnice, Moravské Budějovice, Znojmo, Dačice, Třešť, Mrákotín, Bítov, Jindřichův Hradec a Pelhřimov.

## Pamětihodnosti
- Kostel svatého Vojtěcha – Kostel byl postaven zřejmě v roce 1517 ve slohu rané renesance. První písemná zpráva o stavbě pochází z roku 1668.
- Boží muka při silnici do Třeště[11]